# 중화인민공화국의 종교
CFPS 2014 기준 중국의 종교
중화인민공화국 정부는 공식적으로, 1949년 공산주의자들이 중국을 장악한 이후, 마르크스 레닌주의, 마오주의에 입각한 국가 무신론을 표방하고 있지만, 중국 문명은 역사적으로 오랫동안 유교, 도교, 불교가 사회와 사람들에게 중심과 의지처가 되어 왔다. 이는 중국 문화의 기틀을 마련한 삼교를 뜻하며, 이는 한자문화와도 크게 연관이 있는 것이다. 
기독교와 이슬람교는 7세기 중국에 다다랐다. 20세기 초 기독교 커뮤니티가 성장했으나 1949년 이후 외부 선교사들이 내쫓기면서 교회는 정부 통제 기관 하에 들어갔다. 1970년대 말 이후 기독교인을 위한 종교 자유가 개선되어 새로운 중국계 단체들이 등장하였다.:508, 532
공산주의자들이 중국을 장악한 이후, 유교와 불교, 도교, 기독교 같은 종교들은 인민의 아편, 봉건반동계급의 이데올로기, 인민을 무지케하는 미신이라는 근거없는 오명을 뒤집어쓰고 공격을 당한 적도 있었지만, 중국이 1980년대 이후로 공산주의 이념이 약해지고 개혁개방을 시행함에 따라, 전통의 종교들도 다시 부활하고 있다.
그럼에도 마르크스 레닌주의, 마오주의를 따르고, 전 중국을 통치하는 국가무신론, 유물론의 중국 공산당과 중국의 유교, 불교, 도교의 종교세력은 일정부분 간격과 긴장이 있다고 할 수 있을 것이다.
특히, 중국의 신유가세력은 공산주의자, 서방 자유주의자 세력과 함께 현재 중국의 사상, 정치계에 큰 영향을 미치는 그룹으로 자리매김하였다. 중국 사상계의 가장 큰 세력은 첫째, 마르크스 레닌주의를 견지하는 중국공산당 그룹, 두번째는 친서방적인 자유주의자 그룹, 세번째는 공자와 유교를 현대에 새롭게 재해석하고 적용하려는 신유가그룹인 것이다. 이 세 그룹이 서로 경쟁하고 경합하고 협동하며 혹은 긴장관계에 놓여있는 것이다. 
이외에도, 불교와 도교가 치열한 경쟁과 물질주의에 지친 중국 mz세대들의 위안처가 되고 있다. 

## 지역 분포
| 성                 | Chinese ancestorism | 불교   | 기독교 | 이슬람교 |
| ------------------ | ------------------- | ------ | ------ | -------- |
| 푸젠성             | 31.31%              | 40.40% | 3.97%  | 0.32%    |
| 저장성             | 23.02%              | 23.99% | 3.89%  | <0.2%    |
| 광시 좡족 자치구   | 40.48%              | 10.23% | 0.15%  | <0.2%    |
| 광둥성             | 43.71%              | 5.18%  | 0.68%  | <0.2%    |
| 윈난성             | 32.22%              | 13.06% | 0.68%  | 1.52%    |
| 구이저우성         | 31.18%              | 1.86%  | 0.49%  | 0.48%    |
| 장쑤성             | 16.67%              | 14.17% | 2.67%  | <0.2%    |
| 장시성             | 24.05%              | 7.96%  | 0.66%  | <0.2%    |
| 산둥성             | 25.28%              | 2.90%  | 1.54%  | 0.55%    |
| 충칭시             | 26.63%              | 0.85%  | 0.28%  | <0.2%    |
| 후난성             | 20.19%              | 2.44%  | 0.49%  | <0.2%    |
| 산시성 (산서성)    | 15.61%              | 3.65%  | 1.55%  | <0.2%    |
| 허난성             | 7.94%               | 5.52%  | 4.95%  | 1.05%    |
| 지린성             | 7.73%               | 8.23%  | 3.26%  | <0.2%    |
| 안후이성           | 4.64%               | 7.83%  | 4.32%  | 0.58%    |
| 간쑤성             | 3.51%               | 5.80%  | 0.28%  | 7.00%    |
| 헤이룽장성         | 7.73%               | 4.39%  | 3.63%  | 0.35%    |
| 산시성 (섬서성)    | 7.58%               | 6.35%  | 1.66%  | 0.4%     |
| 랴오닝성           | 7.73%               | 5.31%  | 2.00%  | 0.64%    |
| 쓰촨성             | 10.6%               | 2.06%  | 0.30%  | <0.2%    |
| 후베이성           | 6.5%                | 2.09%  | 1.71%  | <0.2%    |
| 허베이성           | 5.52%               | 1.59%  | 1.13%  | 0.82%    |
| 하이난성           | –                   | –      | 0.48%  | <0.2%    |
|                    |                     |        |        |          |
| 베이징시           | –                   | 11.2%  | 0.78%  | 1.76%    |
| 상하이시           | –                   | 10.30% | 1.88%  | 0.36%    |
| 톈진시             | –                   | –      | 0.43%  | <0.2%    |
|                    |                     |        |        |          |
| 티베트             | 19.4%               | ~80%   | 0.10%  | 0.40%    |
| 신장 위구르 자치구 | –                   | –      | 1.0%   | 58%      |
| 닝샤 후이족 자치구 | –                   | –      | 1.17%  | 34%      |
| 칭하이성           | –                   | –      | 0.76%  | 17.51%   |
| 내몽골 자치구      | 2.36%               | 12.1%  | 2.0%   | 0.91%    |
| 중화인민공화국     | 16%                 | 15%    | 2.5%   | 2%:13    |

## 같이 보기
- 중국의 불교
- 중국의 민간신앙
- 유교
- 파룬궁
- 도교
- 삼교
- 중국의 기독교